# مارک درسدن
مارک یان درسدن (به انگلیسی: MARK JAN DRESDEN) (متولد ۲۶ آوریل ۱۹۱۱ آمستردام - درگذشت ۱۶ اوت ۱۹۸۶ فیلادلفیا) ایرانشناس هلندی‌تبار آمریکایی بود. او در خانواده موسیقی دان به دنیا آمد و در دانشگاه آمستردام مطالعات کلاسیک و هندی‌شناسی فراگرفت. در سال ۱۹۳۷ از آنجا مدرک فوق دکترایش را گرفت. او به دانشگاه اوترخت رفت تا متون تشریفاتی ودیک را با یان گوندا (Jan Gonda) بیاموزد. تز دکترایش ترجمه Mānavagṛhyasūtra، کتاب راهنمای مراسم تشریفاتی سالانه ودیک بود. در طی سال‌های ۱۹۳۷–۱۹۳۸ درسدن با امیل بنویست در مدرسه عملی پژوهش‌های عالی به عنوان exchange fellow دولت فرانسه تحصیل کرد.
از سال ۱۹۴۷ تا ۱۹۴۹ میلادی درسدن تقریبا هر تابستان را در کمبریج را با حمایت دولت هلند، به منظور پژوهش با والتر بیلی و والتر هنینگ می گذارند. در ۱۹۴۸ درسدن در بریتانیا با نورمن براون (W. Norman Brown) از دانشگاه پنسیلوانیا در فیلادلفیا که برای برنامه آموزشی  ملاقات کرد. نورمن براون که در دانشگاه پنسیلوانیا زبان فارسی تدریس می کرد، درسدن را به دانشگاه دعوت کرد تا در  آنجا به تدریس زبان های ایرانی باستان و میانه بپردازد. درسدن از سال ۱۹۴۹ میلادی تا زمان بازنشستگی اش در سال ۱۹۷۷ میلادی تدریس می کرد.

## منبع
- Kumamoto, Hiroshi (1996). "DRESDEN, MARK JAN". Encyclopædia Iranica (به انگلیسی). Vol. VII. p. 551-552. Retrieved 14 June 2024.